# Wiebe Wolters
Wiebe Johan Wolters (ur. 25 grudnia 1932 w Holenderskich Indiach Wschodnich, zm. 15 stycznia 2001 lub 2011 w Mijas) – singapurski piłkarz wodny i pływak, olimpijczyk. Brat piłkarza wodnego Skipa.
W 1956 roku wystąpił w piłce wodnej na igrzyskach w Melbourne. Zagrał we wszystkich pięciu spotkaniach, które reprezentacja Singapuru rozegrała na tym turnieju. Drużyna ta przegrała wszystkie pojedynki i zajęła ostatnie 10. miejsce.
Pięciokrotny medalista igrzysk azjatyckich. Zdobył złoto w piłce wodnej (1954) i sztafecie 4 × 100 m stylem dowolnym (1951). W dorobku ma także trzy srebra wywalczone w piłce wodnej (1951), wyścigu na 100 m stylem dowolnym (1951) i sztafecie 4 × 200 m stylem dowolnym (1954; płynął wyłącznie w eliminacjach). Wygrał także zawody w piłce wodnej podczas Igrzysk Azji Południowo-Wschodniej 1967.
Po 1967 roku wyemigrował do Holandii.